# Реал Солт-Лейк
«Реа́л Солт-Лейк» (англ. Real Salt Lake) — американский футбольный клуб из Солт-Лейк-Сити, штата Юта. Основан в 2004 году, с 2005 года выступает в MLS, высшей профессиональной футбольной лиге США и Канады. Домашний стадион клуба, «Америка Фёрст Филд», расположен в городе Санди, южном пригороде Солт-Лейк-Сити.

## История

### Первые годы
МЛС объявила о создании «Реал Солт-Лейк» в 2004 году», франшиза получила разрешение на использование названия "Реал" от «Реал Мадрида» в рамках соглашения между владельцем «Солт-Лейка» Дэйвом Чекеттсом и испанским клубом.
Свой первый сезон клуб финишировал на 5-м месте в Восточной конференции и на 11-м в общем зачёте. В сезоне 2008 года «Реал Солт-Лейк» впервые в своей истории занял 3-е место в Восточной конференции и получил право сыграть в плей-офф. В полуфинале конференций встретился с «Чивас США», первый матч закончился с счётом 0:1 в пользу «Солт-Лейк», а второй матч закончился со счётом 2:2. В финале конференций «РСЛ» встретился «Нью-Йорк Ред Буллз», матч закончился со счётом 1:0 в пользу быков.

### Первое чемпионство, дебют в ЛЧ КОНКАКАФ
В сезоне 2009 года «Реал Солт-Лейк» завершил на 5-м месте в Восточной конференции. В полуфинале конференций встретились с «Коламбус Крю», первый матч закончился со счётом 0:1 в пользу «Солт-Лейк», а второй закончился со счётом 3:2. В финале Восточной конференции клуб встретился «Чикаго Файр», «РСЛ» прошёл дальше после победы в серии пенальти 4:5. В финале кубка МЛС «Солт-Лейк» встретился с «Лос-Анджелес Гэлакси», основное время закончилось ничьей, в серии послематчевых пенальти одержал победу со счётом 4:5.

## Доходы и рентабельность
Так как «Реал Солт-Лейк» не очень богатая команда, одна из самых больших проблем клуба — приносить достаточно доходов, чтобы оставаться конкурентоспособным. Открытие «Рио Тинто Стэдиум» в октябре 2008 года спровоцировало значительный прирост доходов команды. Число владельцев абонементов на матчи «Реал Солт-Лейк» возросло с 4000 в октябре 2008 года до 8750 в 2012 году и преодолело 10-тысячную отметку в 2013 году.
«Реал» имеет многомиллионный спонсорский контракт с «LifeVantage». Ранее действовал многомиллионный контракт с компанией «XanGo» из штата Юта, производящей пищевые добавки. Логотип «Xango» наносился спереди на футболки «Реала» с сезона 2007 до 2014 года. Дополнительными спонсорами являются «JetBlue Airways» и «Maverik Inc».

## Название, цвета, эмблема
Название «Реал» (исп. real, «королевский») было выбрано по аналогии с ведущими клубами мира, в частности с «Реал Мадридом», с которым клуб подписал десятилетнее соглашение о содружестве в 2006 году. Согласно договору, клубы проводят товарищеские матчи в Солт-Лейк-Сити, совместные сборы в тренировочном комплексе «Реал Мадрида» в Испании, а также создали совместную элитную молодёжную футбольную академию в Солт-Лейк-Сити для игроков от 12 до 18 лет.
Основными цветами клуба являются: бордово-красный, кобальтово-синий и золотой.

### Форма

#### Домашняя
| 2005—2006 | 2006—2008 | 2008—2010 | 2010—2012 | 2012—2014 | 2014—2016 | 2016—2018 | 2018—2020 | 2020—2022 | 2022—2024 | 2024—н. в. |

#### Гостевая
| 2005—2006 | 2006—2008 | 2008—2010 | 2010—2012 | 2012—2015 | 2015—2017 | 2017—2019 | 2019—2021 | 2021—2023 | 2023—2025 | 2025—н. в. |

#### Резервная
| 2008—2009 | 2010—2012 |

Источники:,

### Экипировка
| Период     | Производитель | Период     | Титульный спонсор | Период     | Рукавный спонсор     |
| ---------- | ------------- | ---------- | ----------------- | ---------- | -------------------- |
| 2005—н. в. | Adidas        | 2008—2014  | XanGo             | 2023—н. в. | Apple TV+            |
| 2005—н. в. | Adidas        | 2013—2024  | LifeVantage       | 2024—н. в. | Intermountain Health |
| 2005—н. в. | Adidas        | 2024—н. в. | Select Health     | 2024—н. в. | Intermountain Health |

## Текущий состав
| №  |                 | Поз. | Имя                                           | Год рождения |        |
| -- | --------------- | ---- | --------------------------------------------- | ------------ | ------ |
| 2  | Флаг США        | Защ  | Эндрю Броуди                                  | 1995         |        |
| 3  | Флаг Коста-Рики | Защ  | Брайан Овьедо                                 | 1990         |        |
| 4  | Флаг Колумбии   | Защ  | Брайан Вера                                   | 1999         |        |
| 6  | Флаг Парагвая   | ПЗ   | Брайан Охеда (в аренде из «Ноттингем Форест») | 2000         |        |
| 7  | Флаг Аргентины  | ПЗ   | Пабло Руис                                    | 1998         |        |
| 8  | Флаг Хорватии   | ПЗ   | Дамир Крайлах                                 | 1989         | 1996}} |
| 11 | Флаг Венесуэлы  | Нап  | Карлос Андрес Гомес                           | 2002         |        |
| 12 | Флаг США        | ПЗ   | Скотт Колдуэлл                                | 1991         |        |
| 14 | Флаг США        | Нап  | Рубио Рубин                                   | 1996         |        |
| 15 | Флаг США        | Защ  | Джастен Глэд                                  | 1997         |        |
| 16 | Флаг Кубы       | ПЗ   | Майкель Чанг                                  | 1991         |        |
| 17 | Флаг США        | Нап  | Даниэль Мусовски                              | 1995         |        |
| 18 | Флаг США        | Вр   | Зак Макмат                                    | 1991         |        |
| 19 | Флаг США        | ПЗ   | Боде Идальго                                  | 2002         |        |
| 20 | Флаг США        | Защ  | Эрик Холт                                     | 1996         |        |

| №  |                   | Поз. | Имя                                           | Год рождения |
| -- | ----------------- | ---- | --------------------------------------------- | ------------ |
| 21 | Флаг Кот-д’Ивуара | Нап  | Аксель Кей                                    | 2007         |
| 22 | Флаг Гаити        | Защ  | Пьер Делентц                                  | 2000         |
| 23 | Флаг США          | Нап  | Илайджа Пол                                   | 2002         |
| 24 | Флаг США          | Вр   | Томас Гомес                                   | 1993         |
| 25 | Флаг США          | ПЗ   | Эмека Энели                                   | 1999         |
| 26 | Флаг США          | ПЗ   | Диего Луна                                    | 2003         |
| 27 | Флаг Франции      | Нап  | Бертен Жаксон                                 | 2001         |
| 28 | Флаг Германии     | Защ  | Яспер Лёффельзенд                             | 1997         |
| 29 | Флаг Эквадора     | Нап  | Андерсон Хулио                                | 1996         |
| 30 | Флаг Уругвая      | Защ  | Марсело Сильва                                | 1989         |
| 31 | Флаг Кот-д’Ивуара | Нап  | Аксель Кей                                    | 2007         |
| 32 | Флаг США          | Защ  | Зак Фарнзуэрт                                 | 2002         |
| 33 | Флаг США          | ПЗ   | Моузес Найман (в аренде из «Васланд-Беверен») | 2003         |
| 35 | Флаг США          | Вр   | Гэвин Биверз                                  | 2005         |
| 37 | Флаг США          | Защ  | Луис Ривера                                   | 2007         |
| 38 | Флаг США          | ПЗ   | Джуд Веллингс                                 | 2006         |
| 10 | Флаг Португалии   | ПЗ   | Диогу Гонсалвеш                               | 1997         |

### Игроки в аренде
| \| № \| \| Поз. \| Имя \| Год рождения \| \| -- \| \| ---- \| ------------------------------------------------ \| ------------ \| \| 99 \| \| Защ \| Хасиэль Ороско (в аренде в «Сантос Лагуне») \| 2004 \| \| \| \| ПЗ \| Хулио Бенитес (в аренде в «Форвард Мэдисоне») \| 2005 \| \| \| \| Нап \| Хонатан Менендес (в аренде в «Ньюэллс Олд Бойз») \| 1994 \| |                |      |                                                  |              |
| № |                | Поз. | Имя                                              | Год рождения |
| 99 | Флаг Мексики   | Защ  | Хасиэль Ороско (в аренде в «Сантос Лагуне»)      | 2004         |
| | Флаг США       | ПЗ   | Хулио Бенитес (в аренде в «Форвард Мэдисоне»)    | 2005         |
| | Флаг Аргентины | Нап  | Хонатан Менендес (в аренде в «Ньюэллс Олд Бойз») | 1994         |

## Главные тренеры
- Джон Эллинджер (январь 2005 — 3 мая 2007)
- Джейсон Крайс (3 мая 2007[23] — 10 декабря 2013[24])
- Джефф Кассар (18 декабря 2013[25] — 20 марта 2017[26])
- Дэрил Шор (20 марта — 3 апреля 2017, и. о.)
- Майк Петке (3 апреля 2017[27][28] — 11 августа 2019[29][30][31])
- Фредди Хуарес (11 августа — 3 декабря 2019, и. о.; 3 декабря 2019[32][33] — 27 августа 2021[34])
- Пабло Мастроени (27 августа — 13 декабря 2021, и. о.; 13 декабря 2021[35] — н. в.)

## Достижения
- Обладатель Кубка MLS (1): 2009
  - Финалист Кубка MLS (1): 2013
- Финалист Лиги чемпионов КОНКАКАФ (1): 2010/11